# Het boze oog
Tom Poes en het boze oog of kortweg Het boze oog is het 96ste verhaal uit de Bommelsaga, geschreven en getekend door Marten Toonder. Het verhaal verscheen voor het eerst op 18 oktober 1961 en liep tot 19 december van dat jaar.
Het thema is kwaadspreken als bron van alle kwaad, maar het gaat ook overduidelijk over discriminatie.

## Samenvatting
Aan de andere kant van de Zwarte Bergen ligt de landstreek Lammermoer.  Lammermoer is een kale vlakte met mistige vennen en drijfzand. De bewoners hebben de gedaante van schapen en ze zijn rechtschapen (maar er zijn er ook die kromschapen zijn). Ze voorzien in een karig bestaan door het telen van dopheide. Heer Bommel is met de Oude Schicht onderweg naar dit gebied, om samen met Tom Poes te genieten van een korte vakantie. De bestemming is het dorp Ooikooi op de Lammermoerse heide. Ze zijn onderweg naar een eenvoudig en rechtschapen boerenvolk, met een goed ontwikkeld gevoel voor goed en kwaad. Hoewel ze op zich gastvrij zijn voor vreemdelingen, benaderen ze hen ook met argwaan. Ze zouden tenslotte met hun afwijkende gedrag weleens het boze oog uit kunnen dagen. Het blijkt dat de witte schapen de zwarte schapen hebben verdreven. Tom Poes en Heer Bommel slagen er in om ze verzoenen, maar helaas zijn de schapen niet erg dankbaar; de twee vrienden moeten het gebied snel verlaten.

## Voetnoot
1. ↑  De naam Lammermoer is ontleend aan Lammermuir in Schotland, dat vooral bekend is door de roman The Bride of Lammermoor van Walter Scott. Deze naam komt uit Oud-Engels en betekent schapenheide.
2. ↑  De plaatsnaam Ooikooi lijkt een woordspel met schaapskooi.
3. ↑  Hemelsbreed 75 km ten noordoosten van de stad Rommeldam, ingeklemd tussen de zee en de Zwarte Bergen.

## Hoorspel
- Het boze oog in het Bommelhoorspel